# Blockula

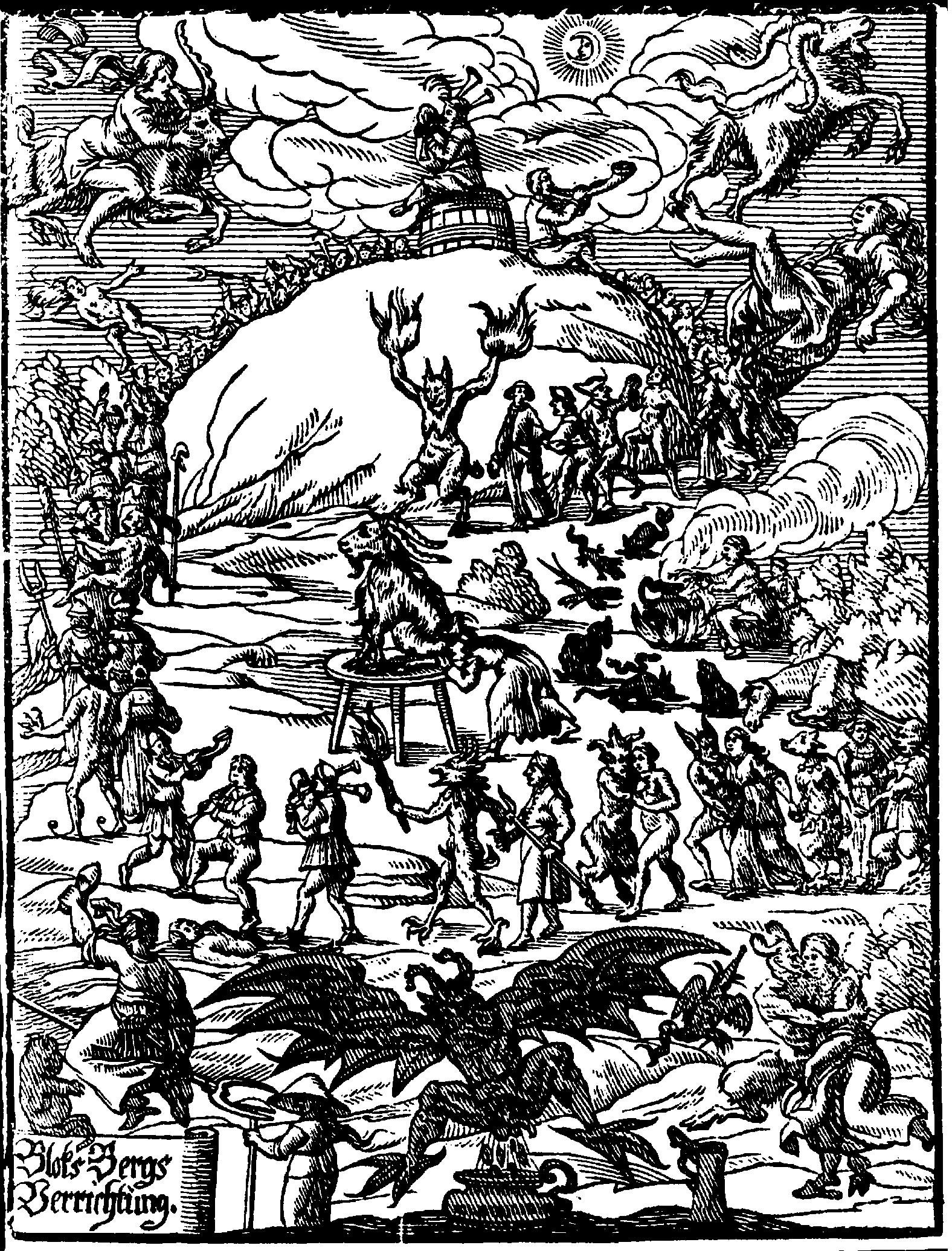
Brujas en el Sabbat en el Blocksberg, Johannes Praetorius, Leipzig, 1668.

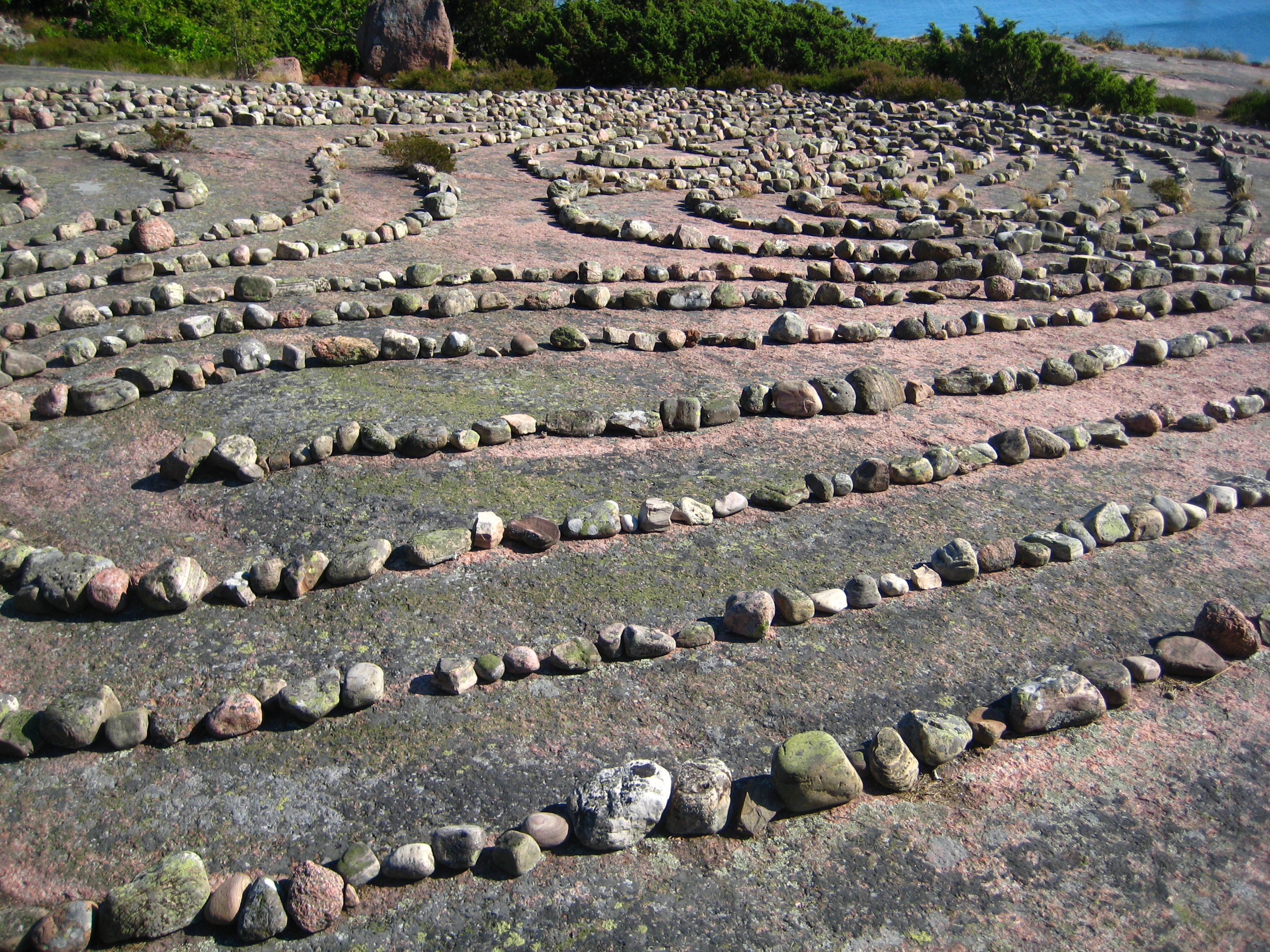
Detalle del laberinto de piedra en el islote sueco de Blå Jungfrun.

Blockula (Blåkulla, en sueco moderno) era una isla legendaria donde supuestamente el Diablo tenía su corte terrenal durante el sabbat. Esta isla solo podía ser alcanzada a través de un vuelo mágico. Fue descrita como "un prado grande y delicado, del que no puedes ver el final".
Se decía que había una puerta grande localizada en el prado que conducía a un prado más pequeño. En el prado más pequeño había una casa. En una enorme habitación de esta casa: "[…] había una mesa muy larga, a la que las brujas se sentaban: Y […] muy cerca de esta habitación había otra estancia, donde  había camas preciosas y delicadas."
El Diablo iba vestido "con un abrigo gris, y medias rojas y azules: tenía barba rojiza, un sombrero alto, con cintas de muchos colores, envueltas alrededor, y ligas muy largas en sus medias". El Diablo entonces "iba con los que más le gustaban a la alcoba, donde cometía actos lujuriosos con ellos: y esto en verdad confesaron todos, que hubo conocimiento carnal entre ellos, y que el Diablo tuvo hijos e hijas con ellos, a los que casaba juntos, y se unían entre ellos, y engendraban sapos y serpientes."
Blockula juega un importante papel en la caza de brujas descrita por Joseph Glanvill en 1682 en su trabajo Sadducismus Triumphatus. Este libro detalla Blockula en un apéndice titulado: "Relato verdadero  de lo que sucedió en el Reino de Suecia en los años 1669, 1670, y en adelante: En relación con algunas personas que fueron acusadas de brujas y juzgadas y ejecutadas por orden del Rey".
Blockula originalmente era la isla Blå Jungfrun, actualmente denominada Blåkulla, que desde tiempos medievales se rumoreaba que era un lugar de reunión de las brujas. Quizás la primera vez que Blockula es mencionada en un juicio por brujería por una supuesta bruja fue en 1597, pero en realidad, no sería hasta la histeria de brujería sueca de 1668-1676 que el lugar adquirió importancia real en la persecución.

## Tradiciones modernas

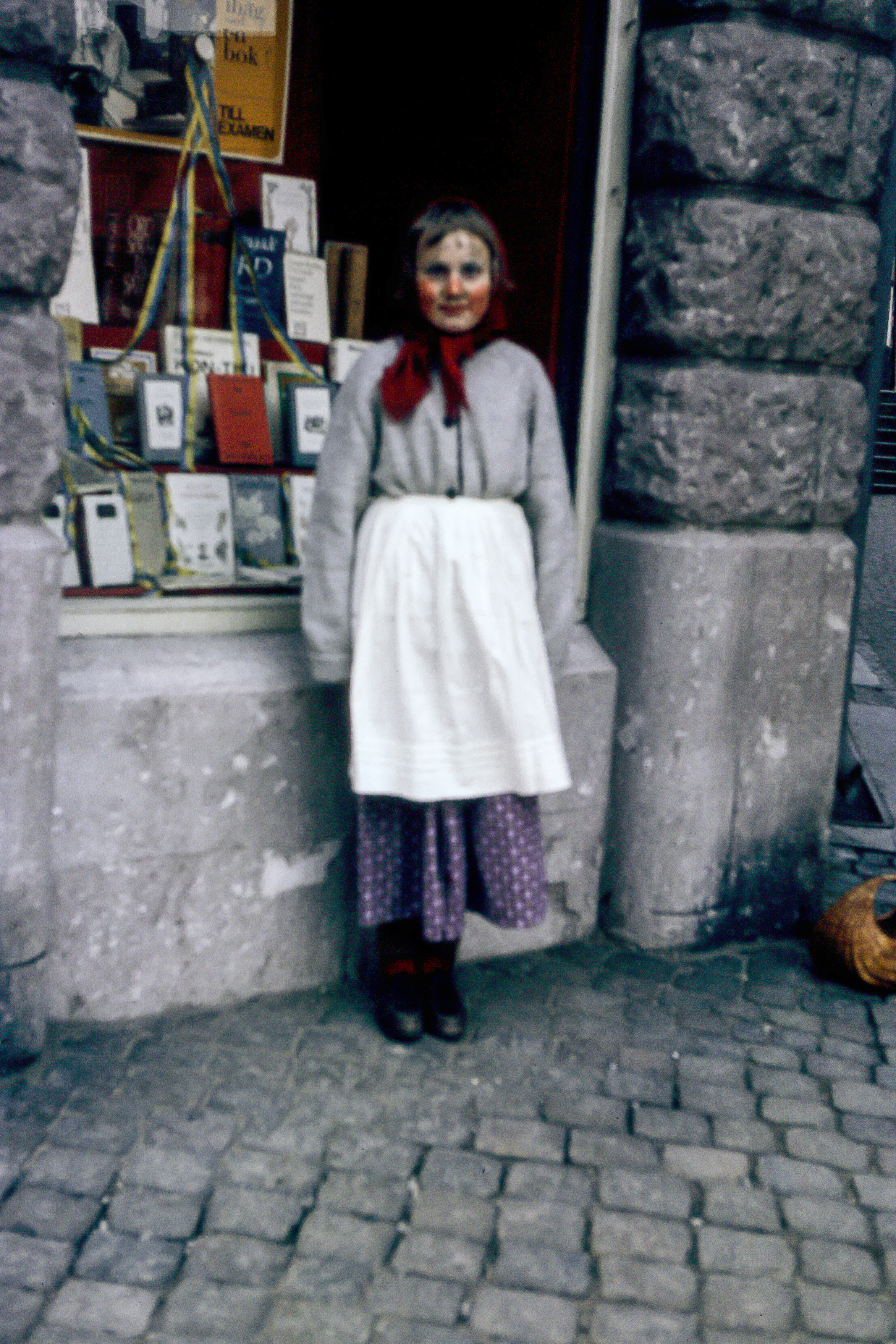
Una niña disfrazada de bruja por Pascua.

En Suecia y las zonas de habla sueca de Finlandia, existe la tradición de las brujas de Pascua, en la que, para conmemorar el viaje de las brujas a Blåkulla, los niños se disfrazan de brujas, ancianas y viejos por Semana Santa y van de puerta en puerta de manera similar al truco o trato del Halloween anglosajón. Los niños recolectan dinero para la caridad y a veces presentan a cambio tarjetas y otros saludos hechos a mano.